# Кравцовка (Воронежская область)
Кравцовка — хутор в Ольховатском районе Воронежской области России.
Входит в состав Марьевского сельского поселения.

## География
Хутор расположен в 23 километрах к северо-западу от поселка Ольховатка.

### Улицы
- ул. Победы

## История
Хутор раньше имел другое название — Данилов, под которым упоминается в документах начала XIX века. Возник во второй половине XVIII века, в 1795 году имел жителей — 43 души.

## Население
| 1859 | 1897 | 2010 |
| ---- | ---- | ---- |
| 432  | ↗534 | ↘51  |